# Ernesto Tomasi
Ernesto Tomasi (Ventimiglia, 30 ottobre 1906 – Vallecrosia, 6 aprile 1997) è stato un calciatore e allenatore di calcio italiano, di ruolo centrocampista.

## Carriera

### Calciatore
"Totò" Tomasi, fratello di Arturo (1908-2012), anch'egli cresce calcisticamente nella Ventimigliese, per poi trasferirsi a vent'anni al Savona. Va quindi a giocare per due anni in Francia, prima con il Nizza e successivamente con l’Olympique Marsiglia. Nel ’33 torna in Italia per accasarsi alla Roma, dove in 4 stagioni supera le 100 presenze. Giunge infine alla Juventus nel 1937. Gioca interno di regia, abile costruttore di gioco e uomo assist. La prima volta che scende in campo con i colori bian-coneri è il 12 settembre ’37, la Juve batte il Livorno per 2-0 in una partita valida per il campionato di Serie A. Si aggiudica con la Juve la coppa Italia del 1938, quindi lascia Torino nel 1940 per accasarsi nuovamente a Savona, dove si ferma 3 anni prima del conflitto bellico.
Ha detenuto il record di 3 marcature in una singola partita nel derby di Roma per quasi 70 anni, dal 1933 al 2002, quando Vincenzo Montella lo superò con 4 goal in un derby.

### Allenatore
Fu allenatore della Sanremese e del Savona.

## Palmarès

### Giocatore

#### Competizioni regionali
- Campionato italiano di terza divisione: 1

Ventimigliese: 1926-1927

#### Competizioni nazionali
- Coppa Italia: 1

Juventus: 1937-1938